# Emile Destombes
Emile Jean Marie Henri Joseph Destombes MEP (ur. 15 sierpnia 1935 w Roncq, zm. 28 stycznia 2016) – francuski duchowny katolicki posługujący w Kambodży, koadiutor Phnom Penh w latach 1997-2001 i wikariusz apostolski Phnom Penh w okresie 2001-2010.

## Życiorys
Święcenia kapłańskie otrzymał 21 grudnia 1961.
14 kwietnia 1997 papież Jan Paweł II mianował go koadiutorem Phnom Penh ze stolicą tytularną Altava. 5 października tego samego roku z rąk biskupa Yves Ramousse przyjął sakrę biskupią. 14 kwietnia 2001 objął obowiązki wikariusza apostolskiego Phnom Penh. 1 października 2010 na ręce papieża Benedykta XVI złożył rezygnację z zajmowanej funkcji.
Zmarł 28 stycznia 2016.